# Ten Days in the Valley
Ten Days in the Valley es una serie de televisión estadounidense de drama de ABC. Es protagonizada por Kyra Sedgwick fue ordenada el 4 de agosto de 2016. La serie se estrenó el 1 de octubre de 2017. Después de transmitir cuatro episodios, ABC anunció que estaban sacando la serie de su programación, y transmitirá el resto de los episodios a partir del 16 de diciembre de 2017.

## Sinopsis
La vida de una productora de televisión se complica después de que su hija desaparece en medio de la noche y los dos mundos que trata de desplazarse violentamente colisionaran.

## Elenco y personajes

### Principales
- Kyra Sedgwick como Jane Sadler.
- Adewale Akinnuoye-Agbaje como Detective John Bird.[4]
- Kick Gurry como Pete Greene.[5]
- Erika Christensen como Ali Petrovich.[5]
- Josh Randall como Tom Petrovich.[4]
- Félix Solís como el Comandante David Gómez.[5]
- Francois Battiste como Gus Tremblay.[4]
- Malcolm-Jamal Warner como Matt Walker.[6]
- Abigail Pniowsky como Lake Sadler-Greene.[4]

### Recurrentes
- Emily Kinney como Casey.[7]
- Ali Liebert como la Detective Nickole Bilson.
- Marisol Ramírez como Beatriz.
- Currie Graham como Henry Vega.[4]

## Producción
A principios de 2016 se anunció que Demi Moore sería la protagonista. Tiempo después ella abandonó el proyecto por razones desconocidas y fue reemplazada con Kyra Sedgwick.